# Ján Grňa
Ján Grňa (* 14. prosince 1961) je bývalý slovenský fotbalista, útočník.

## Fotbalová kariéra
V československé lize hrál za Tatran Prešov. V československé lize nastoupil v 47 utkáních a dal 3 góly.

## Ligová bilance
| Ročník                                   | Zápasy | Góly | Klub          |
| ---------------------------------------- | ------ | ---- | ------------- |
| 1. československá fotbalová liga 1985/86 | 13     | 1    | Tatran Prešov |
| 1. československá fotbalová liga 1986/87 | 20     | 1    | Tatran Prešov |
| 1. československá fotbalová liga 1987/88 | 14     | 1    | Tatran Prešov |
| CELKEM                                   | 47     | 3    |               |